# 雷丁斯多夫湖

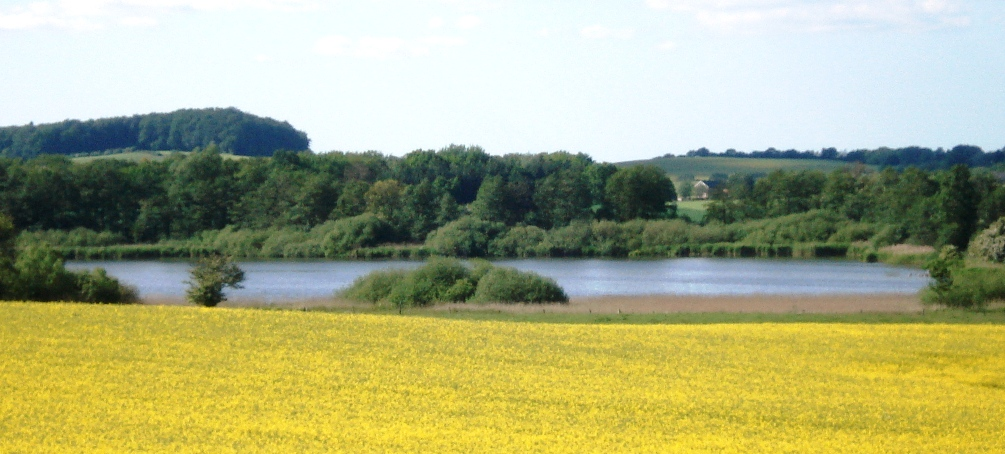

54°06′33″N 10°42′52″E / 54.109257°N 10.714331°E
雷丁斯多夫湖（德語：Redingsdorfer See），是德國的湖泊，位於該國北部石勒蘇益格-荷爾斯泰因州，由東荷爾斯泰因縣負責管轄，長0.6公里，面積0.13平方公里，平均水深1.7米，最大水深4.5米，水體容量21萬立方米，湖岸線長度1.4公里。